# 曽根崎心中

露天神の境内にあるブロンズ像

『曽根崎心中』（そねざきしんじゅう / 旧字曾根崎心中、そねざきしんぢゅう）は、世話物浄瑠璃（江戸時代における現代劇浄瑠璃）。一段。近松門左衛門作。元禄16年（1703年）竹本座初演の人形浄瑠璃・文楽。のちに歌舞伎の演目にもなる。相愛の若い男女の心中の物語である。
「此の世のなごり。夜もなごり。死に行く身をたとふれば、あだしが原の道の霜」で始まる有名な道行の最後の段は「未来成仏うたがひなき恋の手本となりにけり」と結ばれ、お初と徳兵衛が命がけで恋を全うした美しい人間として描かれている。
- 初版完全版『竹本筑後掾正本、山本九兵衛・山本九右衛門板「曽根崎心中」』が黒部市美術館に、奥書欠本のものが大阪府立中之島図書館に存在する。

## 物語背景
『曽根崎心中』は、元禄16年4月7日（1703年5月22日）早朝に大坂堂島新地天満屋の女郎「はつ（本名妙、21歳）」と内本町醤油商平野屋の手代である「徳兵衛（25歳）」が西成郡曾根崎村の露天神の森で情死した事件を題材にしている。この事件以降、露天神社はお初天神とも呼ばれる事が多くなった。
人形浄瑠璃『曽根崎心中』の初演は同年5月7日（6月20日）の道頓堀にある竹本座での公演であったが、そのときの口上によるとそれより早く歌舞伎の演目として公演されており、人々の話題に上った事件であったことがうかがわれる。宝永元年（1704年）に刊行された『心中大鑑』巻三「大坂の部」にも「曾根崎の曙」として同じ事件のことが小説の形で記されている。
この演目を皮切りとして、「心中もの」ブームが起こった。門左衛門の代表作の1つである『心中天網島』も享保5年（1720年）に発表されている。
またこうした心中ものの流行の結果、来世で二人の愛が結ばれることを誓った心中事件が多発したため、江戸幕府は享保8年（1723年）より上演や脚本の執筆や発行を禁止すると共に、心中者の一方が生存した場合は極刑を申し渡し、双方生存の場合は晒し者にしたのち市民権を奪った。

## あらすじ
当時大坂で大変人気のあった「大坂三十三所観音廻り」を終えたお初は（この観音めぐりのシーンは現在は割愛される場合が多い）、醤油屋の手代・徳兵衛と生玉で再会をする。二人は以前から恋し合う仲であった。このところ音沙汰無かったことを責めるお初に、会えない間に自分は大変な目にあったのだと徳兵衛は語る。
徳兵衛は、実の叔父の家で丁稚奉公をしてきたが、誠実に働くことから信頼を得て娘（徳兵衛には従妹）と結婚させて店を持たせようとの話が出てきた。徳兵衛はお初がいるからと断ったが、徳兵衛が知らないうちに叔父が勝手に話を進め、徳兵衛の継母相手に結納金を入れるところまで済ませてしまう。なおも結婚を固辞する徳兵衛にとうとう叔父は怒りだし、勘当を言い渡した。その中身は商売などさせない、大阪から出て行け、付け払いで買った服の代金を7日以内に返せというものであった。徳兵衛はやっとのことで継母から結納金を取り返すが、それを叔父に返済する段になって、どうしても金が要るという友人・九平次から3日限りの約束でその金を貸してしまった。
と、徳兵衛が語り終えたところに九平次が登場する。同時に、お初は喧嘩に巻き込まれるのを恐れた客によって表に連れ出される。
徳兵衛は、九平次に返済を迫る。が、九平次は証文まであるものを「借金などは知らぬ」と逆に徳兵衛を公衆の面前で詐欺師呼ばわりしたうえ散々に殴りつけ、面目を失わせる。兄弟と呼べるほどに信じていた男の手酷い裏切りであったが、結納金の横領がないことを、死んで身の潔白を証明する以外の手段を徳兵衛は最早思いつかなかった。そこで、徳兵衛は覚悟を決め、日も暮れてのち密かにお初のもとを訪れる。
お初は、他の人に見つかっては大変と徳兵衛を縁の下に隠す。そこへ九平次が客としてお初のもとを訪れるが、お初に素気無くされ徳兵衛の悪口をいいつつ帰る。徳兵衛は縁の下で九平次がお初にしたり顔で語る騙し取った金の話に怒りに身を震わせつつ、縁の下から出てきた時にお初に死ぬ覚悟を伝える。やがて真夜中。お初と徳兵衛は手を取り合い、曽根崎の露天神の森、冥途への旅の始まりとなるところへ、あたりに気取られないよう道を行く（道行文）。互いを連理の松の木に縛り覚悟を確かめ合うが、最期に及んで徳兵衛は愛するお初の命をわが手で奪うことに躊躇する。それをお初は「はやく、はやく」と励まして、遂に短刀でお初の命を奪い、終に返す刃で自らも命を絶った。
かくして現世で悲恋に満ちた最期をとげた二人の死を、「未来成仏うたがひなき恋の手本となりにけり」と来世でのかたい契りとして結末と成る。
なお、歌舞伎では徳兵衛の叔父が帰らない徳兵衛を探して天満屋を尋ねてくる場面と、お初と徳兵衛が天満屋を抜け出した後に油屋の手代が天満屋を訪れ、それによって九平次が徳兵衛の金をだまし取ったことが露見する場面が追加されている。

## 人形浄瑠璃史から見た『曽根崎心中』
人形浄瑠璃の演目はそれまでヤマトタケル伝説や義経物語など人々によく知られた伝説や伝承を描くものであったが、門左衛門はここに同時代の心中事件という俗世の物語を持ち込みこれまでの歴史物（時代物）にたいして世話物といわれる新しいジャンルを創り上げたといわれている。俗世の事件を脚色するというやり方は当時既に先例があったが、この作品を「最初の世話物」と位置づける本は『今昔操年代記』（1727年）、『外題年鑑』（1757年）などいくつかあり、この作品が広く浄瑠璃界に広まっていたことが分かる。なお初演年（1703年の竹本座）では、時代浄瑠璃の「日本王代記」の上演後、当日2部目の演目とされている。
短い物語ではあるが、俗世間の事件を浄瑠璃で描くという試みや作品としての面白さが受け『曽根崎心中』は当時の人々に絶賛された。『今昔操年代記』にはその結果、竹本座が抱えた借金を返済してしまったとのエピソードが伝えられている。

## お初天神と久成寺

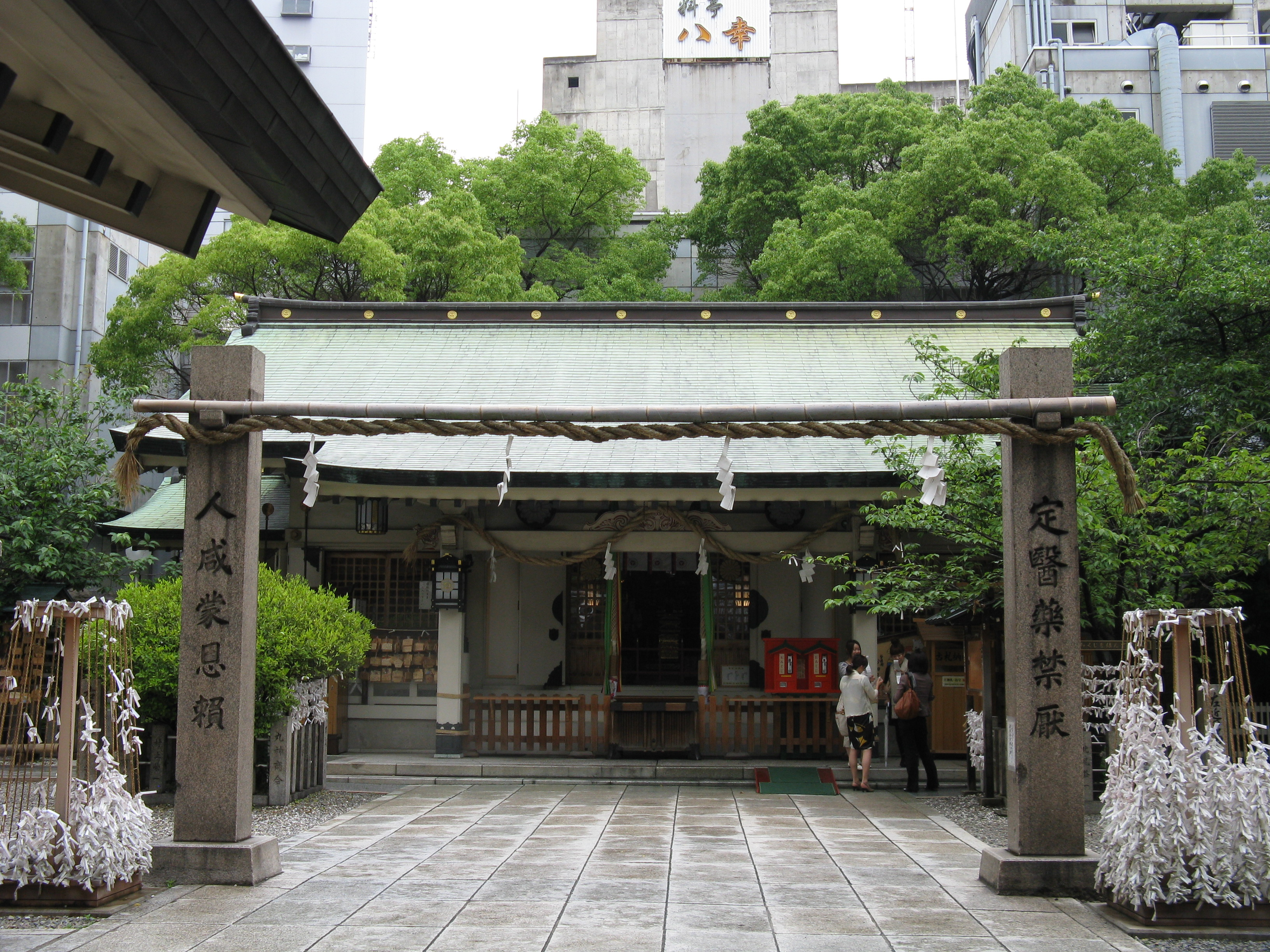

「お初天神」とは曽根崎心中の題材となった事件の現場で、現在の大阪市北区曽根崎2丁目の露天神社（つゆのてんじんじゃ）の通称名である。事件の概要は元禄16年（1703年）4月7日に「天神の森（現在の社の裏手）」で、内本町平野屋の手代「徳兵衛」が堂島新地天満屋の遊女「お初」をその同意のもとに殺害し、同人もその場で自殺した相対死事件である。ところが、一月後近松門左衛門は暫く筆を休めていた後の作品として、この二人の悲恋を人形浄瑠璃『曽根崎心中』として発表した。この作品は門左衛門の期待どおり、当時の世相人情の機微をつかみ大反響を得て大きな話題となった。また、事件の神社は一躍有名となり、そのヒロインである「お初」の名前から以後今日に至るまで「お初天神」と通称されている。
2004年（平成16年）4月7日には301年祭として、露天神社境内にブロンズの慰霊像が建立され、2005年（平成17年）4月7日には「大阪伝統文化を育む会」の主催により写真展・資料展が開催された。門左衛門は曽根崎心中の中でお初を「三十三に御身を変へ、色で導き情けで教へ、恋を菩提の橋となし、渡して観世音、誓ひは妙に有難し」とお妙の名と観音信仰（明治以前は神仏習合が常態であったので神社と分けて考えない）をかけ、「未来成仏疑いなき、恋の手本となりにけり」と結んでいる。これは本来冒頭に上演されていた「付り（つけたり）観音廻り」部分に描写された、お初の大坂三十三カ所観音廻りが伏線となっている。
なお「お初」は天満屋での呼び名であり、墓所（慰霊碑）に記された久成寺（大阪市中央区中寺）での戒名は妙力信女であることから「お妙」などが推測される。「お初」の墓石は天満屋が事件後に久成寺にたてたが、明治の廃仏毀釈などのため所在が不明となり  、その後2002年（平成14年）「お初」の300回忌を機縁に、当寺の住職と檀家らの手により再建されている。

## 現代に復活した『曽根崎心中』

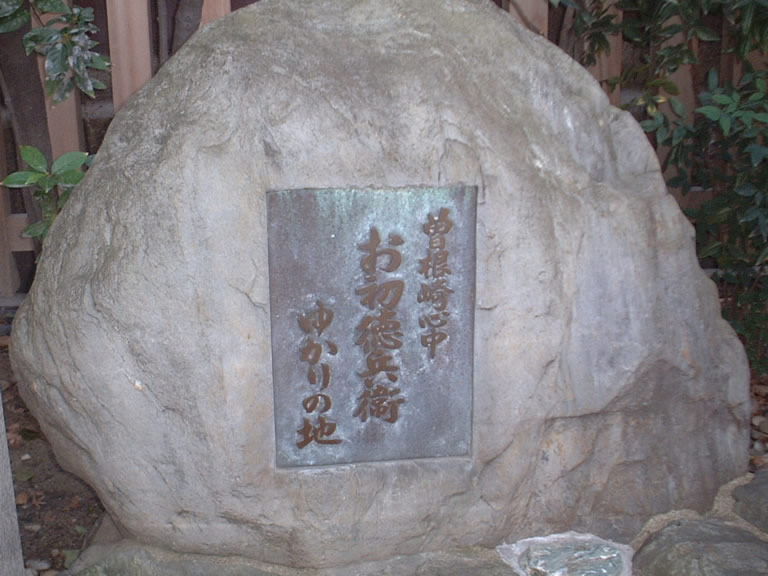
記念碑

### 復活公演
江戸時代に初演を含め数回で禁止されたが、筋が単純であることもあって長く再演されないままだった。詞章は美しいため、荻生徂徠が暗誦していたとも言われる（大田南畝「一話一言」）。戦後の1953年（昭和28年）に歌舞伎狂言作者の宇野信夫が脚色を加え、復活した。人形浄瑠璃では1955年（昭和30年）1月に復活公演が行われた。
- 歌舞伎：1953年（昭和28年）、東京の新橋演舞場での上演で再開。中村鴈治郎（二代目）・中村扇雀（四代目坂田藤十郎）による。原作にない九平次の悪が露見する場面を入れ扇雀のお初の美しさによりヒット、以後何度も宇野版で上演されるようになった。
- 人形浄瑠璃：1955年（昭和30年）1月、四ツ橋の文楽座での上演で復活（脚本脚色・作曲：野澤松之輔[2]）。お初：吉田栄三、徳兵衛：吉田玉男。原曲が残っていなかったことから、新たに作曲をし直した。原文に多少のカットなどを施し、テンポの良い曲となった。徳兵衛が心中の決意を伝えるためお初の足首をとる場面では、人形浄瑠璃では珍しい「女性の足を付ける」という演出がほどこされた。曲の素晴らしさ、初演の竹本綱大夫・竹沢弥七の巧みな演奏、吉田栄三と吉田玉男の見事な人形（後に吉田玉男・吉田簑助の代表作ともなる）が絶賛され、現在でも上演の度にヒットを続けている。

## 劇映画
1978年（昭和53年）4月29日公開。

### スタッフ
- 製作会社：行動社、木村プロ、ATG
- 監督：増村保造
- 脚本：白坂依志夫・増村保造
- 音楽：宇崎竜童[注釈 4]

### キャスト
- 平野屋徳兵衛：宇崎竜童
- 天満屋お初：梶芽衣子
- 平野屋久右衛門：井川比佐志
- お才：左幸子
- 油屋九平次：橋本功
- 天満屋吉兵衛：木村元
- 碇屋勘兵衛：灰地順
- おみね：目黒幸子
- お玉：青木和代
- おかよ：千葉裕子
- 本家の主人：加藤茂雄
- 手代市兵衛：山本廉
- 町衆：伊藤正博

ほか

### 受賞歴
- 第33回毎日映画コンクール
  - 日本映画優秀賞
  - 女優演技賞（梶芽衣子）
- 第21回ブルーリボン賞 主演女優賞
- 第52回キネマ旬報ベスト・テン
  - 日本映画ベスト・テン第2位
  - 読者選出日本映画ベスト・テン第8位
  - 主演女優賞（梶芽衣子）
- 第3回報知映画賞 主演女優賞（梶芽衣子）

## 文楽浄瑠璃映画
1981年10月完成。
1981年（昭和56年）11月11日より日比谷芸術座にて限定上映。
1983年（昭和58年）7月2日より岩波ホールにて一般公開。

### スタッフ
- 製作会社：栗崎事務所
- 監督：栗崎碧
- 撮影：宮川一夫
- 録音：吉田庄太郎
- 配給会社：エキプ・ド・シネマ

### キャスト
【人形遣い】
- 平野屋徳兵衛（主遣い）：吉田玉男（初代）
- 天満屋お初（主遣い）：吉田簑助 （三代目）
吉田文雀
吉田小玉[注釈 5]
桐竹紋寿

ほか
【太夫】
- 竹本織大夫 [注釈 6]
豊竹呂太夫 （五代目）

ほか
【三味線】
- 鶴沢清治

ほか
※生国魂神社、露天神社など、実際の舞台、または原作に登場する場所などで、露天の舞台を設えて撮影が行われた。
また、格の関係なく人形遣いは全員が黒衣装束を着て演じた。